# 蝦夷錦

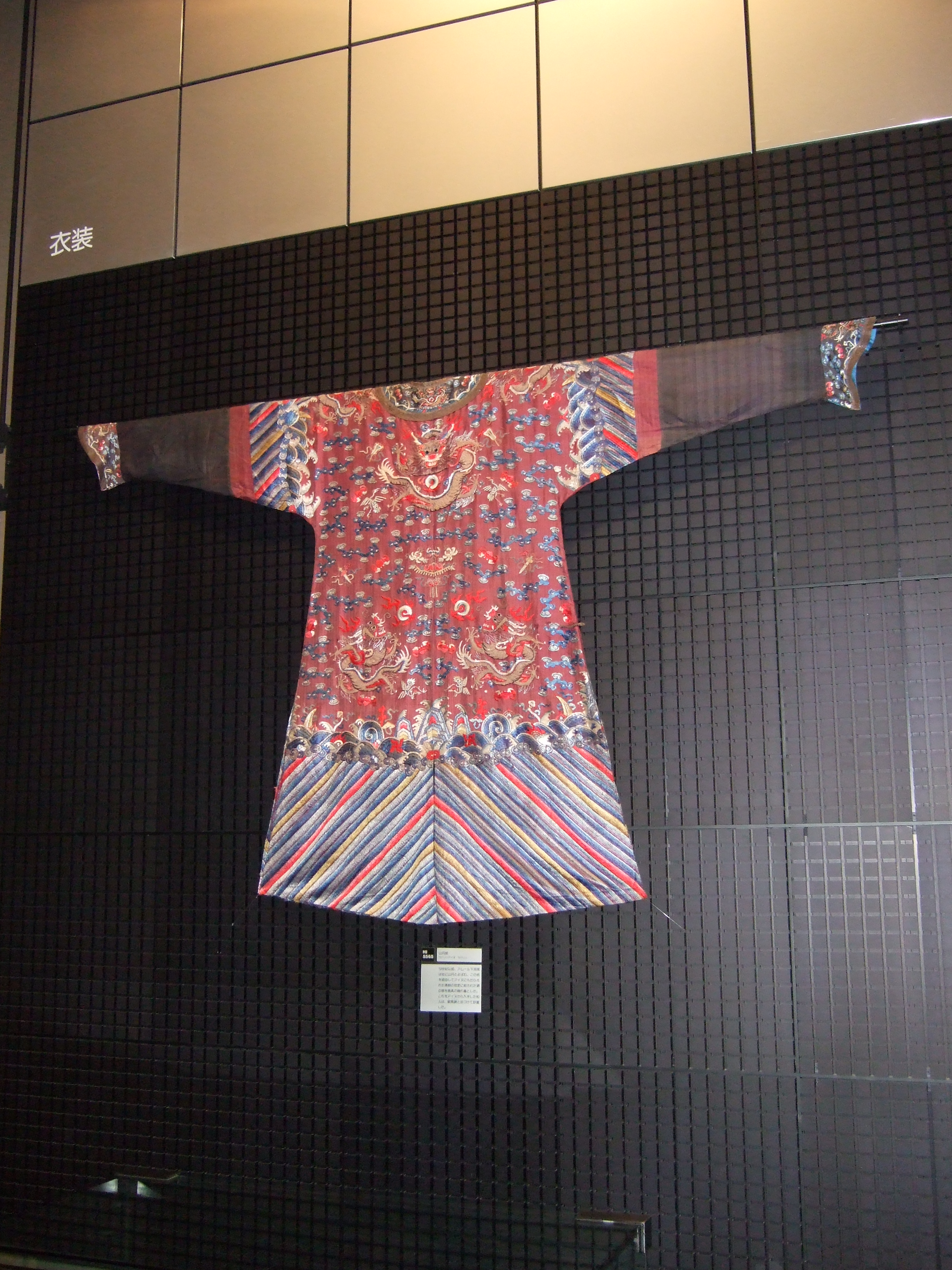
大阪民族学博物馆所藏蝦夷錦（山丹服）

蝦夷錦（日语：／ Ezo-nishiki），又名山丹服（日语：／ Santan-fuku），是日本江戶時代松前藩透過阿伊努人為中介，向黑龍江下游的民族購入的中國絹織品以及以中國織物製成的清代朝服。山丹人是日本人對居住在黑龍江下游各民族的稱呼。
江戶時代，北海道地區被松前藩控制，他們獨佔了東西伯利亞各民族與日本的貿易，在這種交易中蝦夷錦是交易中心，而在参勤交代時蝦夷錦也是松前藩主獻上的物產。